# 25 Cents for a Riff
25 Cents for a Riff – czternasty album studyjny polskiej thrash metalowej grupy Acid Drinkers, który ukazał się 6 października 2014 roku nakładem wytwórni Mystic Production. Na płycie znalazło się 12 premierowych utworów. Płyta zadebiutowała na 4. miejscu listy OLiS w Polsce.
Album został zarejestrowany głównie w Perlazza Studio w Opalenicy, którego właścicielem jest były gitarzysta Acid Drinkers Przemysław „Perła” Wejmann. Autorem okładki jest polski grafik Jerzy Kurczak, który odpowiedzialny był także za stronę graficzną dwóch pierwszych płyt zespołu, Are You a Rebel? oraz Dirty Money, Dirty Tricks. 19 września na serwisie YouTube premierę miał pierwszy singiel, „Don’t Drink Evil Things”. Album promowała także trasa koncertowa pod nazwą 25 Upside Down, na której głównym supportem został wrocławski zespół Strain.

## Lista utworów
| Nr  | Tytuł utworu                | Długość |
| --- | --------------------------- | ------- |
| 1.  | „25 Cents for a Riff”       | 4:59    |
| 2.  | „Me”                        | 4:33    |
| 3.  | „God Hampered His Life”     | 4:21    |
| 4.  | „Don’t Drink Evil Things”   | 4:51    |
| 5.  | „Chewed Alive”              | 3:46    |
| 6.  | „Not By Its Cover”          | 4:45    |
| 7.  | „Demise”                    | 4:16    |
| 8.  | „Riot In Eden”              | 4:16    |
| 9.  | „The Noose”                 | 4:41    |
| 10. | „Madman's Joint”            | 4:55    |
| 11. | „Enjoy Your Death”          | 3:58    |
| 12. | „My Soul's Among The Lions” | 3:19    |
|     |                             | 52:40   |

## Twórcy
| Zespół Acid Drinkers w składzie - Tomasz „Titus” Pukacki – śpiew, gitara basowa - Dariusz „Popcorn” Popowicz – gitara rytmiczna, gitara prowadząca - Maciej „Ślimak” Starosta – perkusja, śpiew (10), produkcja - Wojciech „Jankiel” Moryto – gitara rytmiczna, gitara prowadząca, wokal wspierający, śpiew (3, 6), współprodukcja | Inni - Michał „Mihau” Kaleciński – realizacja nagrań gitary i gitary basowej - Przemysław „Perła” Wejmann – realizacja nagrań, współprodukcja - Jacek Miłaszewski – wpółprodukcja - Jerzy Kurczak – projekt okładki - Łukasz „Pachu” Pach – skład graficzny płyty |